# ماده‌گرگ

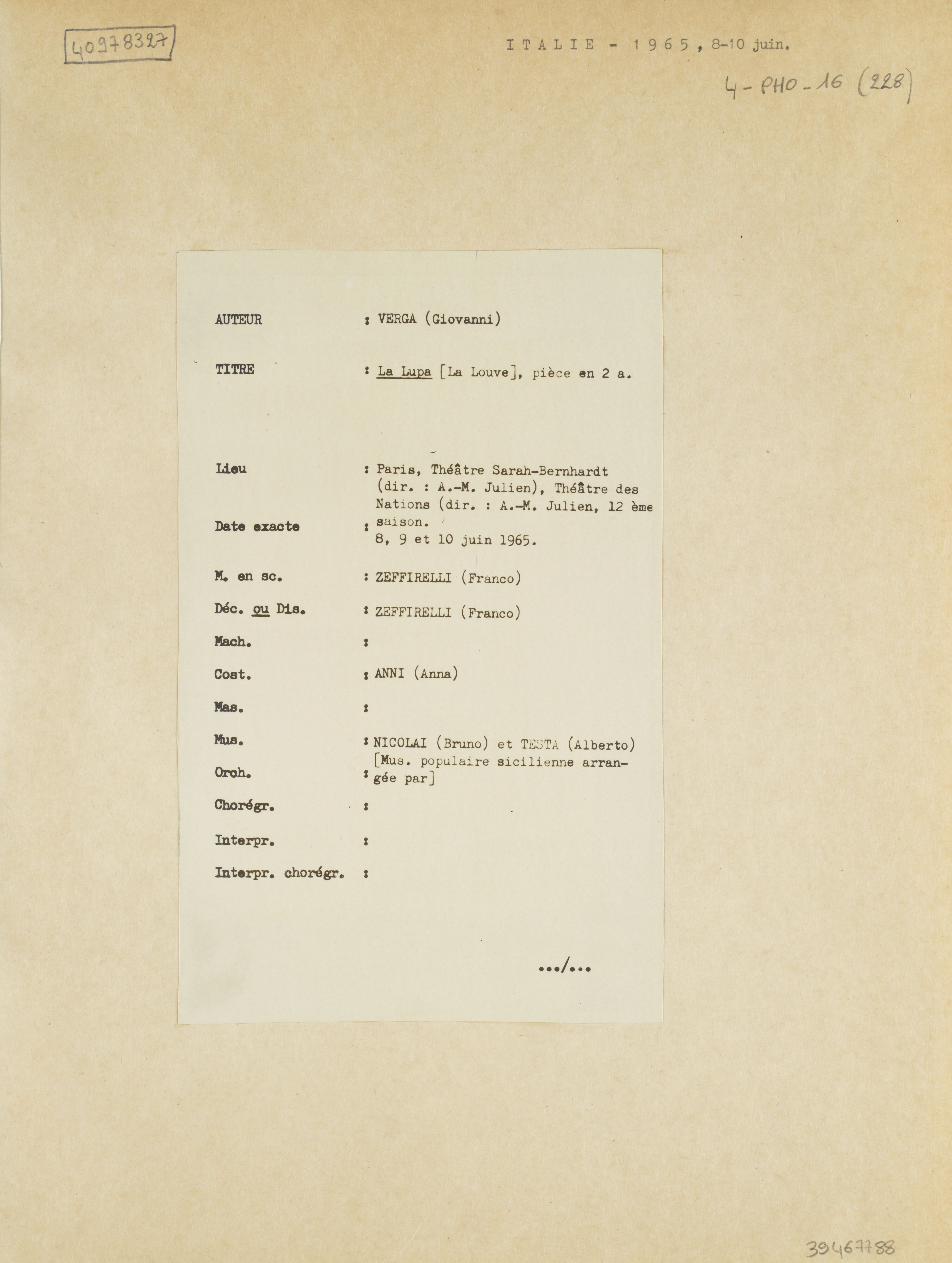
صفحه اول رمان ماده گرگ

ماده‌گُرگ رمان کوتاهی است از جووانی ورگا، منتشرشده به سالِ ۱۸۸۰ میلادی.

## خلاصه داستان
این رمان کوتاه درباره زنی سالخورده و زیبا به نام پینا است که به دلیل نگرش جنسی‌اش نسبت به مردان، لقب «لا لوپا» («گرگ ماده») را گرفته است. او دختری به نام ماریچیا دارد که به سن ازدواج رسیده و جهیزیه قابل توجهی دارد ، اما به دلیل رفتار مادرش کسی او را نمی‌خواهد. پینا عاشق یک کارگر مزرعه جوان به نام نانی می‌شود که درخواست او را رد می‌کند و می‌گوید که ماریچیا را می‌خواهد. سپس پینا، ماریچیا را به ازدواج نانی درمی‌آورد تا همیشه بتواند او را در نزدیکی خود داشته باشد و در صورت امتناع، او را به مرگ تهدید می‌کند. سپس پینا علی‌رغم اعتراضات دخترش، بارها و بارها نانیِ رنج‌دیده را اغوا می‌کند. داستان با نزدیک شدن نانی با تبر به پینا پایان می‌یابد، در حالی که نانی بار دیگر تلاش می‌کند تا او را اغوا کند.

## انتشار
[ ویرایش منبع ]
«لا لوپا» یکی از مجموعه داستان‌های کوتاه درباره زندگی دهقانان در سیسیل است که توسط جیووانی ورگا بین مارس و ژوئیه 1880 منتشر شد. بعداً در همان سال، آنها به عنوان مجموعه‌ای با عنوان « زندگی روستایی » ( Vita dei Campi ) دوباره منتشر شدند.  ترجمه انگلیسی «لا لوپا» توسط دی اچ لارنس ، اولین بار در سال 1928 به عنوان بخشی از مجموعه «کاوالریا روستیکانا و داستان‌های دیگر» منتشر شد . 

## واکنش بحرانی
[ ویرایش منبع ]
پس از انتشار، « زندگی در اردوگاه » با «استقبال نسبتاً خوبی» روبرو شد، و منتقدان آن را «صدایی جدید که به شیوه‌ای بدیع درباره جهانی کاملاً متفاوت از جامعه شهری که آداب و رسوم آن نویسندگان واقع‌گرای فرانسوی را به خود مشغول کرده بود» تشخیص دادند.  گرگوری ال. لوسنته در یادداشت‌های زبان مدرن اظهار داشت: «در زمان انتشارش، «لا لوپا» چنان واقع‌گرایانه به نظر می‌رسید که کاملاً برخلاف اسلاف خود در داستان‌های ایتالیایی قرن نوزدهم بود.»  سوزان آماتانجلو از کالج هولی کراس در دایره‌المعارف ادبی ، « زندگی در اردوگاه» را «مشهورترین مجموعه داستان کوتاه نوشته شده توسط جیووانی ورگا، هم به دلیل اهمیت آن در سفر هنری نویسنده و هم به دلیل شهرت داستان‌های خاص» توصیف کرد و اظهار داشت: «این داستان‌ها به عنوان پیش‌نمایشی از سبک روایی و مضامین شاهکارهای وِریستی (یا واقع‌گرایانه ) او عمل می‌کنند.» 

## سازگاری‌ها
[ ویرایش منبع ]
همچنین ببینید: لا لوپا (فیلم ۱۹۹۶)
در اوایل دهه 1890، پیترو ماسکانی، لیبرتویی را برای داستان کوتاه ورگا با عنوان « کاوالریا روستیکانا » تنظیم کرد و اپرایی بسیار موفق با همین نام از آن ساخت . این امر «مد کوتاهی برای موضوعات واقع‌گرایانه در تئاتر موزیکال ایتالیا » ایجاد کرد.  از بهار 1893، جاکومو پوچینی به اقتباس «لا لوپا» به یک اپرا علاقه‌مند شد.  توافقی حاصل شد که ورگا لیبرتویی را آماده کند و فدریکو د روبرتو آن را به صورت شعر درآورد.  پوچینی در سال 1894 پس از بحثی با بلاندین فون بولو (دخترخوانده ریچارد واگنر )،  به دلیل نگرانی از «گفتگوگونه بودن» لیبرتو و «شخصیت‌های ناخوشایند، بدون حتی یک چهره درخشان و دلسوز» 
در سال 1896، ورگا خودش «لا لوپا» را به نمایشی با همین نام تبدیل کرد؛  این نمایش در همان سال در تورین به روی صحنه رفت.  یک اجرای مدرن از این نمایش به کارگردانی فرانکو زفیرلی در سال 1965 در تئاتر دلا پرگولا در فلورانس به روی صحنه رفت. 
در سال ۱۹۹۶، «لا لوپا» به فیلمی ایتالیایی با همین نام به کارگردانی گابریل لاویا و با بازی مونیکا گوئریتوره در نقش پینا تبدیل ش